# Operation Schutzschild
Als Operation Schutzschild (hebräisch מִבְצָע חוֹמַת מָגֵן Mivza Chomat Magen, deutsch ‚Operation Mauer des Schildes‘) wird eine militärische Operation der israelischen Armee im Westjordanland bezeichnet. Sie begann am 29. März 2002 und führte zur Wiederbesetzung der unter palästinensischen Autonomieverwaltung stehenden Städte. Ziel der Operation war es, weitere palästinensische Attentate zu verhindern. Sie fand während der Zweiten Intifada statt.

## Vorgeschichte
Die Gespräche von Camp David II zwischen dem israelischen Ministerpräsidenten Ehud Barak und dem Präsidenten der palästinensischen Autonomiebehörde Jassir Arafat in Camp David endeten am 25. Juli 2000 ergebnislos. Daraufhin brach Ende September 2000 ein als Zweite Intifada bezeichneter gewaltsamer Konflikt zwischen Palästinensern und der israelischen Armee aus.
Vom 28. Februar bis 2. März 2002 war die israelische Armee in das Flüchtlingslager Balata bei Nablus eingedrungen und hatte 21 Palästinenser getötet. Bei dieser Aktion starben auch zwei israelische Soldaten.
Am 27. März 2002 wurden bei einem Selbstmordattentat 30 Menschen im Park Hotel in Netanja während des Sederabends, an dem 250 Gäste teilnahmen, getötet und weitere 140 verletzt. Die Terrororganisation Hamas bekannte sich zu dem Anschlag. Der Attentäter war ein von Israel gesuchtes Hamas-Mitglied aus Tulkarem.
Am 28. März 2002 erschoss ein Palästinenser eine vierköpfige jüdische Familie in der Siedlung Elon Moreh im Westjordanland, tags darauf wurden im Gazastreifen zwei Israelis erstochen und am Nachmittag des gleichen Tages sprengte sich eine Palästinenserin in Westjerusalem in die Luft und riss zwei Menschen mit in den Tod.
In der auf den Anschlag von Netanja folgenden Nacht gab der israelische Ministerpräsident Ariel Scharon und sein Sicherheitskabinett grünes Licht für die „Operation Schutzschild“.

## Beginn
Als Reaktion auf den Anschlag von Netanja besetzte die israelische Armee am 29. März 2002 Teile des Amtssitzes von Jassir Arafat, der Muqataa,  zwischen Bir Zait und Ramallah. Zuvor hatte Scharon erklärt, Arafat sei ein Feind Israels, weil er sich weigere, den Terrorismus zu bekämpfen. Deshalb solle er isoliert, aber nicht verletzt oder getötet werden. Die Muqataa wurde dabei teilweise zerstört und Arafat in einem befestigten Gebäude festgesetzt. Bei Durchsuchungen in der Muqataa wurden Waffen gefunden, die den Palästinensern nach den Verträgen von Oslo verboten waren.
Am 31. März sprengte sich in Haifa vor einem Restaurant ein Selbstmordattentäter in die Luft, tötete 14 und verletzte fast 50 Menschen. Zwei weitere Selbstmordattentate, in Efrata am gleichen und Tel Aviv am folgenden Tag, forderten nur Verletzte. Diese Anschläge ließen bei vielen Israelis die Besorgnis aufkommen, dass es nicht um die Befreiung von besetzten Gebieten gehe, sondern um die Zerstörung des Staates Israel.

## Weiterer Verlauf

### Belagerung der Muqataa von Ramallah
Israelische Infanterie und Panzer drangen am 29. März 2002 in Ramallah und am 2. April 2002 in die Muqataa ein, den Amtssitz von Jassir Arafat. Arafat wurde gestattet Zuflucht in einigen Zimmern des Gebäudes zu nehmen, zusammen mit einigen Beratern, Sicherheitspersonal und Journalisten. Mit dabei waren auch zahlreiche von Israel gesuchte palästinensische Terroristen, darunter auch die Mörder von Israels Tourismusminister Rechavʿam Seʾevi. Arafat wurde diplomatisch isoliert und seine Bewegungsfreiheit eingeschränkt. Die israelische Armee besetzte die Stadt nach mehreren Stunden Straßenkampf, in dem rund 30 Palästinenser getötet wurden. Ramallah wurde dann unter eine Ausgangssperre gestellt. Bei Durchsuchungen wurden mehr als 700 Menschen verhaftet, darunter am 14. April 2002 mit Marwan Barghuthi der Kommandeur der Tanzim-Miliz im Westjordanland. Barghuthi wurde später in Israel angeklagt und zu fünfmal lebenslanger Haft verurteilt. Die Muqataa wurde bei den Kämpfen teilweise zerstört.

### Kämpfe in Dschenin
Vom 3. bis 11. April 2002 besetzte die israelische Armee unter General Scha’ul Mofas die Stadt Dschenin. Dabei gingen sie auf Befehl des Generals sehr aggressiv vor. Die erst kurz zuvor neu zusammengestellten Soldaten kannten sich nicht und waren unvorbereitet für den Häuserkampf. 13 israelische Soldaten starben gleich zu Beginn in einem Hinterhalt. Das Flüchtlingslager Dschenin konnte nicht eingenommen werden und wurde belagert. Helikopter und Panzer bombardierten die dort verschanzten Gruppen Hamas, Islamischer Dschihad und al-Aqsa-Brigaden.
Es kam im westlich des Stadtzentrums liegenden Flüchtlingslager zu heftigen Kämpfen, die beinahe 11 Tage andauerten. Die Häuser des Flüchtlingslagers wurden mit gepanzerten Bulldozern zum Einsturz gebracht, weil sie meist mit Sprengfallen und mit Minen ausgestattet waren. Dabei explodierten die angebrachten Bomben und verursachten weitere Zerstörung. Palästinensische Kämpfer behaupteten später, sie hätten zwischen 1000 und 2000 Sprengfallen und Bomben ausgelegt. Den Bewohnern wurde die Möglichkeit gegeben, die umkämpfte Gegend zu verlassen. Etwa 200 Palästinenser ergaben sich am 11. April 2002 ab 7 Uhr Ortszeit, nachdem ihnen die Munition ausgegangen war.
Bei den Kämpfen in Dschenin kamen laut Human Rights Watch 52 (davon 22 Zivilisten), nach anderen Quellen 56 Palästinenser, davon nach israelischen Angaben nur 5 Zivilisten, und 23 israelische Soldaten ums Leben, weitere 50 wurden verletzt. Die Politiker Saeb Erekat und Dschibril ar-Radschub hingegen sprachen von einem Massaker mit 500 getöteten Zivilisten. Ein UN-Bericht, erschienen am 31. Juli 2002, stellte fest, dass es anders als zuvor behauptet zu keinem Massaker unter der Zivilbevölkerung gekommen war. Human Rights Watch hielt fest, dass Israels Armee Gefangene als „Menschliche Schutzschilde“ eingesetzt hatte und „blind und exzessiv“ vorgegangen sei. Auch Human Rights Watch fand keine Hinweise für ein Massaker. Amnesty International kritisierte den UN-Bericht und wies darauf hin, dass die UN-Vertreter Dschenin nicht besucht hätten. Erstmals mischten sich Familien in Militärentscheidungen ein. Angehörige der getöteten Israelis machten Verteidigungsminister Benjamin Ben-Eliezer Vorwürfe, weil er auf die Vorbombardierung durch F-16-Kampfflugzeuge verzichtet hatte, um die Zahl der zivilen Opfer zu verringern.

### Kämpfe in Nablus
Nablus wurde in der Nacht zum 4. April 2002 wieder besetzt. Es entbrannten heftige Kämpfe vor allem in der verwinkelten Altstadt und im Flüchtlingslager Balata. In Nablus starben 78 Palästinenser. Fallschirmjäger rückten von Westen vor, Einheiten der Golani-Brigade vom Süden und das Yiftach-Bataillon aus dem Osten. Die Golani-Brigade wurde in der Altstadt in schwere Kämpfe verwickelt. Am 4. April 2002 ergaben sich die letzten palästinensischen Kämpfer. Einige andere, denen die Flucht durch die Berge nach Tubas und Taluza gelungen war, wurden in den kommenden Monaten festgenommen.  Ein israelischer Soldat, Generalmajor Assaf Assoulin, wurde getötet. Über 100 palästinensische Kämpfer wurden festgenommen. Am 9. April 2002 zerstörte die israelische Luftwaffe zwei Seifenfabriken, in denen auch illegale Bomben hergestellt wurden.

### Zerstörung in Baituniya
In Baituniya zerstörte die israelische Armee das Zentrum für präventive Sicherheit der palästinensischen Verwaltung.

### Belagerung der Bethlehemer Geburtskirche
Beim israelischen Einmarsch in Bethlehem am 2. April 2002 verschanzten sich ca. 20 palästinensische Militante und rund 170 palästinensische Polizisten in der Geburtskirche. Dort hielten sich ca. 60 christliche Geistliche, Mönche, Priester und Nonnen mit ihnen auf und teilten mit ihnen Nahrung und Räume. Die israelische Armee begann mit der Belagerung der Geburtskirche.
Die belagerten Menschen wurden von Lebensmittel, Flüssigkeit und Elektrizität abgeschnitten. Führende Kirchenvertreter forderten Israel zur Zurückhaltung auf. Aus Respekt vor der Kirche stürmte die israelische Armee das Gebäude nicht.
Sechs Militante wurden von Scharfschützen der israelischen Armee und ein Kirchenlaie während der Belagerung getötet. Am 10. Mai 2002, nach 39 Tagen, endete die Belagerung, nachdem sich verschiedene Staaten bereit erklärten, die 13 wegen Terrorismus gesuchten Personen aufzunehmen.
Der Vereinbung zufolge, sollten diese nicht wegen der Ermordung von Zivilisten in Israel vor Gericht gestellt werden. Sie wurden nach Zypern ausgewiesen und leben seitdem unbehelligt in sechs europäischen Ländern, Italien, Spanien, Österreich, Griechenland, Luxemburg und Irland. 24 Personen wurde die Ausreise in den Gazastreifen erlaubt.

## Beendigung
Nach Beendigung der Kämpfe zogen sich die israelischen Truppen aus allen Teilen der Autonomiegebieten wieder zurück. Patrouillen und Ausgangssperren sollten die Lage weiter beruhigen.
So wurde bereits am 9. April 2002 der Rückzug aus Tulkarm und Kalkilya abgeschlossen und am 18. April 2002 begann der Rückzug aus Dschenin und Nablus. Am 20. August 2002 wurde nach einem Abkommen Bethlehem und der Gazastreifen wieder der palästinensischen Polizei übergeben.

## Folgen
Während der Kämpfe wurden 30 israelische Soldaten getötet und 127 verwundet. Auf palästinensischer Seite gab es nach Angaben der UN 497 Tote und 1.447 Verletzte. Die israelische regierungskritische Organisation B'Tselem gab dagegen 240 durch israelische Sicherheitskräfte Getötete an.
Die israelische Armee konnte zahlreiche illegale Werkstätten für Waffen und Labore für Sprengstoff zerstören. Auch wurden viele Waffen, die nach den Vertrag von Oslo nicht erlaubt, darunter Mörsergranaten, Granatwerfer, panzerbrechende Waffen, automatische Gewehre, Sprengsätze für Selbstmordanschläge und selbstgebaute Kassem-II-Raketen beschlagnahmt.
Etwa 7000 Palästinenser wurden festgenommen, darunter 396 gesuchte Verdächtige. Die Terroranschläge konnten zwar eingedämmt, aber nicht vollständig unterbunden werden. Eine weitere erhebliche Reduzierung der Anschläge konnte erst mit dem Bau der Sperranlage erreicht werden. Der erste Bauabschnitt, ein 110 km langes Teilstück zwischen Kfar Qasem und Kfar Salem wurde am 16. Juni 2002 begonnen.

## Filme
- Im April 2002 produzierte Mohammad Bakri den Dokumentarfilm Jenin, Jenin, um eine palästinensische Sichtweise über die Schlacht von Jenin zu zeigen. In dem Dokumentarfilm wird behauptet, dass es ein Massaker an Zivilisten in Jenin gegeben hat.
- Der französisch-jüdische Filmemacher Pierre Rehov drehte auch einen Dokumentarfilm über die Ereignisse in Jenin. Sein Film, The Road to Jenin wendet sich gegen den Vorwurf eines Massakers und gegen die Vorwürfe im Film von Mohammad Bakri. Nach einer Überprüfung hat Bakri seinen Film um 25 Minuten gekürzt.
- Der Dokumentarfilm Arnas Kinder von Juliano Mer-Chamis und Danniel Danniel (2004) zeigt das Leben einiger junger Palästinenser, die in Dschenin aufwuchsen und bei den Kämpfen ums Leben kamen.[22][23]